# Жари (Вілейський район)
Жари (біл. вёска Жары) — село в складі Вілейського району Мінської області, Білорусь. Село підпорядковане Стешицькій сільській раді, розташоване в північній частині області.

## Історія
У 1921–1945 роках застінок знаходилось у Польщі, у Вільнюській воєводстві, Вілейського повіту, гміні Довгиново.

## Населення
- 1866 рік - 218 люди, 22 будинки[1]
- 1921 рік - 333 люди, 57 будинки[2].
- 1931 рік - 356 люди, 66 будинки[3].